# Kiribati Uniting Church
Kiribati Uniting Church (KUC, früher: Kiribati Protestant Church, Gilbert Islands Protestant Church) ist eine unierte protestantische christliche Kirche in Kiribati mit ca. 40.000 Mitgliedern, und 136 Gemeinden. Die KUC ist die zweitgrößte religiöse Gruppe in Kiribati und vereint ca. 36 % der Bevölkerung des Landes hinter sich.

## Geschichte
Protestantische Missionare (u. a. Hiram Bingham) die vom American Board of Commissioners for Foreign Missions entsandt worden waren, kamen 1857 in Kiribati an und Missionare der London Missionary Society kamen 1870. Die protestantischen Konvertiten wurden durch Pastoren aus Hawai’i, Samoa und Tuvalu bis Anfang des 20. Jahrhunderts, als Tuvaluer und I-Kiribati, die in Rongorongo auf dem Atoll Beru ausgebildet werden, diese Rolle übernahmen. 1968 trat die erste General Assembly der Gilbert Islands Protestant Church zusammen um eine eigenständige Kirchen-Organisation zu gründen. 1979, als die damaligen „Gilbert Islands“ in Kiribati zurückbenannt wurden, änderte die Kirche ihren Namen in „Kiribati Protestant Church“. Die Kirche war ursprünglich als kongregationalistische Denomination ausgelegt.
2014, nach der zweijährlichen Maungatabu (Synode, Assembly), die auf der Insel Arorae abgehalten wurde, änderte sie ihren Namen erneut in Kiribati Uniting Church. Damit machte die Kirche deutlich, dass sie aus einer Union verschiedener protestantischer Denominationen in Kiribati entstanden ist, darunter Kongregationalisten, Evangelikale, Anglikaner und Presbyterianer. Aber 10.000 Mitglieder, hauptsächlich Kongregationalisten, akzeptierten den Umzug nicht und gründeten eine separate protestantische Kirche in Kiribati, die Kiribati Protestant Church.

## Gegenwart
Die KUC hat 209 Pastoren. Die meisten Kirchenmitglieder sind Fischer oder Kopra-Sammler. Die Mitgliederzahl und Gemeinden wachsen.
Die KUC ist Mitglied des Ökumenischen Rats der Kirchen, der Weltgemeinschaft Reformierter Kirchen und des Council for World Mission. Die Pastoren der KUC werden im Tangintebu Theological College ausgebildet.
Bekannt wurde Bureieta Karaiti als Repräsentant der Kirche, da er oft soziale Fragen thematisiert (Prostitution, Kinderrechte u. a.). Besonders weite Aufmerksamkeit erhielt er mit verschiedenen Statements zur globalen Erwärmung, da die Pazifischen Inseln, allen voran Kiribati, stark von der Globalen Erwärmung betroffen sind.